# Attack of the Attacking Things
Albums de Jean Grae
The Bootleg of the Bootleg EP
(2003)
Attack of the Attacking Things est le premier album studio de Jean Grae, sorti le 26 août 2002.

## Liste des titres
| No  | Titre                                                           | Contient un (des) sample(s) de                                                           | Durée |
| --- | --------------------------------------------------------------- | ---------------------------------------------------------------------------------------- | ----- |
| 1.  | Intro                                                           |                                                                                          | 1:14  |
| 2.  | What Would I Do (Produit par Mr. Len)                           |                                                                                          | 3:42  |
| 3.  | God's Gift (featuring Mr. Len – Produit par Masta Ace)          |                                                                                          | 3:55  |
| 4.  | Block Party (featuring Apani B – Produit par Nasain Nahmeen)    |                                                                                          | 6:18  |
| 5.  | No Doubt (featuring Block McCloud – Produit par Nasain Nahmeen) |                                                                                          | 4:27  |
| 6.  | Skit (Bubblin')                                                 |                                                                                          | 0:38  |
| 7.  | Thank Ya! (Produit par Nasain Nahmeen)                          | Worldwide d'Allen Toussaint                                                              | 2:59  |
| 8.  | Lovesong (Produit par Da Beatminerz)                            | Stop, Look, Listen (To Your Heart) des Stylistics Stoop Rap (extrait du film Wild Style) | 6:08  |
| 9.  | Get It (Produit par Nasain Nahmeen)                             |                                                                                          | 3:52  |
| 10. | Knock (Produit par Mr. Len)                                     | Help on the Way de Grateful Dead                                                         | 3:42  |
| 11. | Live 4 U (Produit par Ev Prince)                                |                                                                                          | 4:32  |
| 12. | Fade Out (Produit par Koichiro)                                 | To the Indian Sea de Keiko Matsui                                                        | 1:47  |